# 双京構想

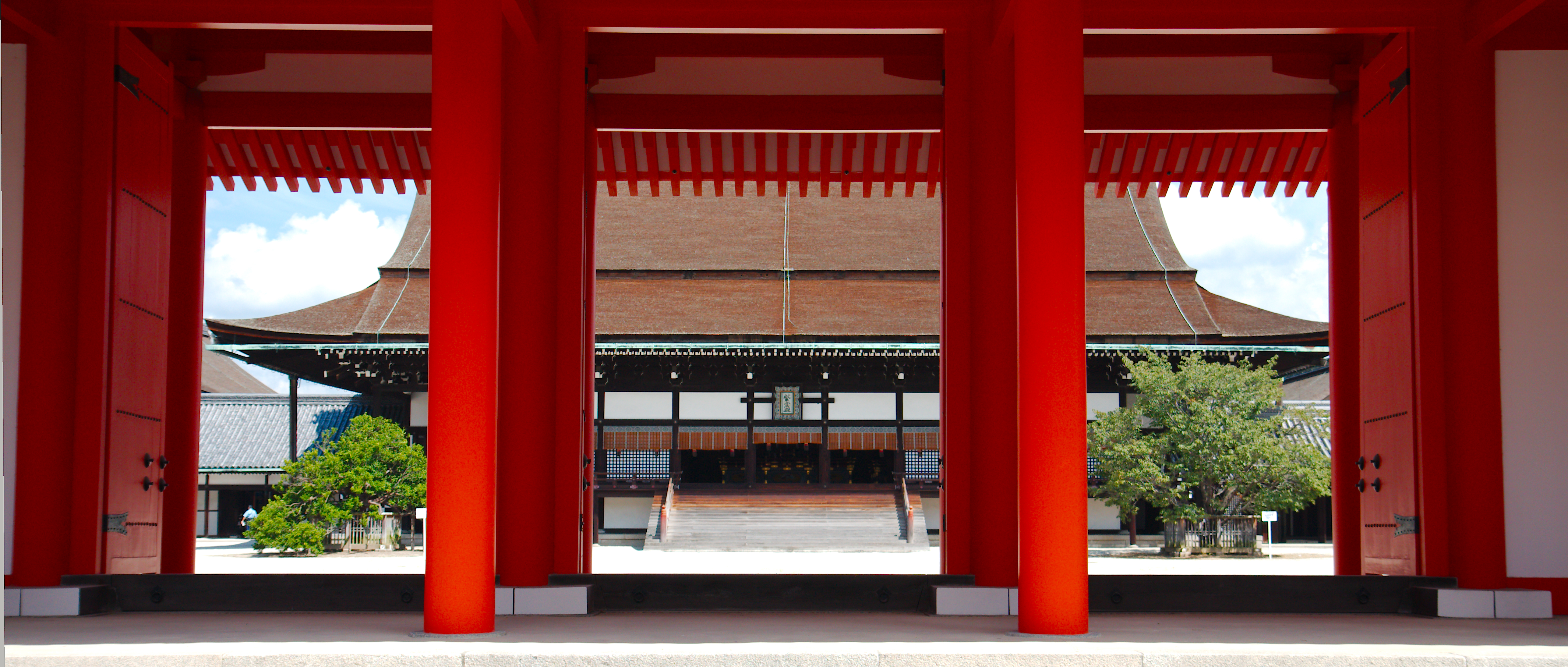
京都御所

双京構想（そうきょうこうそう）とは、京都を文化面の首都と位置付けて、皇室行事を東京と京都で行う構想。

## 内容
構想は、2010年に立ち上げられた「京都の未来を考える懇話会」による第一次提案の一部として、東日本大震災の翌年である2012年に発表された。皇族の一部が滞在し公務を行うことで、皇室にとってより安全な環境を築くことなどを目的とする。京都で実施する理由として、御所の所在する地域であることや、都として千年以上、皇室とともにあった地域であることが挙げられた。
京都府・京都市では構想に対する有識者への意見聴取を行い、政府への要望などが行われている。2015年には双京構想推進検討会議が設置された。具体化としては、皇族の出御・台臨する国際会議を誘致することや、明治時代に廃止された節会（五節句）などの宮中行事を再開したり、園遊会や歌会始などを実施したりする形で、皇族の京都滞在の機会を増やす取組が検討されている。
京都の未来を考える懇話会による、構想実現への取組方針では京都迎賓館の存在も踏まえて、京都で行う公務に次の案が例示された。
- 国賓の接遇
- 園遊会
- 叙勲
- 歌会始
- 講書始
- 節会

類似案に2005年頃から、首都機能のバックアップ用に京都御所等を皇室関係の代替施設とする構想があり、関西広域連合では皇族の京都常住を提案している。また皇室関連以外の事例としては、2023年3月27日に文化庁が京都市へ移転している。